# ترواگو
ترواگو (به اسپانیایی: Trévago) یک شهرستان در اسپانیا است که در سریا واقع شده‌است.

## خصوصیات
ترواگو ۲۰ کیلومترمربع مساحت و ۹۰ نفر جمعیت دارد و ۱٬۰۴۶ متر بالاتر از سطح دریا واقع شده‌است.